# Maomé ibne Cazar
Maomé ibne Cazar (Muhammad ibn Khazar) foi emir dos magrauas durante o século X e um dos membros mais conhecidos do clã dos Banu Cazar.

## Vida

Califado Fatímida

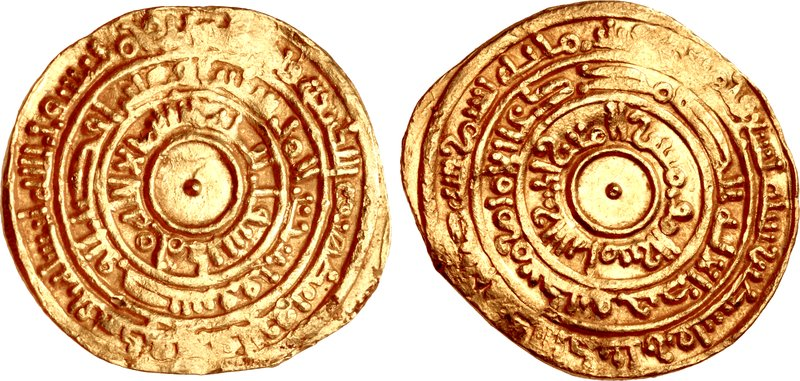
Dinar do califa Almuiz r.

Maomé era filho de Cazar e bisneto do fundador epônimo dos Banu Cazar. Tinha ao menos 3 irmãos, Abedalá, Mabade e Fulful, e dois filhos chamados Alcair e Hâmeza. Sucedeu seu pai em data incerta. Aparece pela primeira vez em 910/911, quando liderou a revolta dos magrauas e outras tribos zenetas no Magrebe Central contra o Califado Fatímida, que há pouco o califa Abedalá (r. 909–934) fez expedição contra os domínios idríssidas e havia obrigado seus príncipes (que eram senhores dos zenetas) a jurarem lealdade. Em 921/922, Abedalá enviou um exército contra ele, mas foi repelido pelos magrauas. Em 922/923, enviou outro exército liderado por seu filho Abu Alcácime, obrigando os magrauas a fugirem ao deserto e atravessarem o Mulucha. Se refugiaram em Sijilmassa, onde desde o século II havia uma comunidade magraua, mas logo Maomé retornou como chefe de um exército ao Magrebe Central, onde tomou posse dos territórios banhados pelo rio Chelife, a terra natal dos magrauas, e Tenés, expulsou os apoiantes dos fatímidas do Zabe e capturou a cidade de Orã, onde instalou Alcair como governador.
Maomé continuou a conquista do Magrebe Central, capturando outros sítios e subjugando o país inteiro à autoridade do Califado de Córdova dos omíadas, no Alandalus. Porém, em 927-929, o exército fatímida liderado por Abu Alcácime foi enviado para pacificar o Magrebe Central. O exército expulsou os magrauas e obrigou-os a fugir ao deserto, mas o sucesso foi temporário, pois Maomé logo retoma sua posição e invade as províncias ocidentais do Califado Fatímida no momento que as tribos zenetas do Magrebe Central e Ifríquia estavam em revolta aberta por professarem as doutrinas do secto carijita dos nucaritas. Em 944/945, liderou duas expedições contra as províncias fatímidas do Magrebe Central, atacando primeiramente as guarnições fatímidas de Biscra e Tierte que caíram perante seu avanço. As expedições foram bem sucedidas para os magrauas e seus aliados, os omíadas, porém os fatímidas logo se reorganizam e sob Ismail Almançor (r. 946–953) conseguiram derrotar os nucaritas e submeter Maomé em 946/947.
Tempos depois rachou com os fatímidas e somente reaceitou a submissão em 953/954 e abandonou definitivamente a causa omíada. Em 958, participou na expedição do general Jauar para pacificar o Magrebe Central e em 961-962, visitou o califa Almuiz (r. 953–975) em Cairuão, onde morreu com alegados mais de 100 anos. Segundo outra tradição, abraçou a causa fatímida pouco após 951/952 e manteve-se fiel até sua morte. Ao falecer, foi sucedido por seu neto Maomé ibne Alcair como emir dos magrauas. No século XII, um parente distante chamado Abdal Samade ibne Cazerune foi progenitor de vários filhos, conhecidos como Banu Cazar e Banu Maomé em homenagem ao emir do século X.